# San Antonio (Jujuy)
San Antonio ist die Hauptstadt des gleichnamigen Departamento San Antonio in der Provinz Jujuy im Nordwesten Argentiniens. Sie liegt am südlichen Rand der Provinz und hat 3.698 Einwohner (2001, INDEC). Die Entfernung zur Provinzhauptstadt San Salvador de Jujuy beträgt 37 Kilometer. Der Weg nach San Antonio führt über die Ruta Nacional 9 und die Ruta Provincial 2. 

## Geschichte
"Perico de San Antonio" findet zum ersten Mal Erwähnung in der Akte 598 vom 8. Mai 1663, in einem Vertrag, unterschrieben auf der Estancia San Antonio de Perico.
San Antonio ist in Argentinien bekannt als Nationale Hauptstadt des Quesillo.

## Tourismus
San Antonio bietet sich an für Trekking, Fahrradtouren, Beobachtungen der Flora und Fauna, Fotosafaris und Wildwasserfahrten (Rafting).